# Traupis
Traupis is een plaats in de gemeente Anykščiai in het Litouwse district Utena. De plaats telt 229 inwoners (2001).